# Municipio de Linn (condado de Cedar, Iowa)
El municipio de Linn (en inglés: Linn Township) es un municipio ubicado en el condado de Cedar en el estado estadounidense de Iowa. En el año 2010 tenía una población de 179 habitantes y una densidad poblacional de 3,53 personas por km².

## Geografía
El municipio de Linn se encuentra ubicado en las coordenadas 41°49′46″N 91°18′3″O / 41.82944, -91.30083. Según la Oficina del Censo de los Estados Unidos, el municipio tiene una superficie total de 50.76 km², de la cual 50,69 km² corresponden a tierra firme y (0,14 %) 0,07 km² es agua.

## Demografía
Según el censo de 2010, había 179 personas residiendo en el municipio de Linn. La densidad de población era de 3,53 hab./km². De los 179 habitantes, el municipio de Linn estaba compuesto por el 97,77 % blancos, el 0,56 % eran de otras razas y el 1,68 % eran de una mezcla de razas. Del total de la población el 3,35 % eran hispanos o latinos de cualquier raza.